# Гаррі Дебеке
Гаррі Дебеке (англ. Harry DeBaecke, 9 червня 1879 — 6 листопада 1961) — американський академічний веслувальник.
Олімпійський чемпіон 1900 року в складі вісімки.